# Закриті шахти Мирнограда

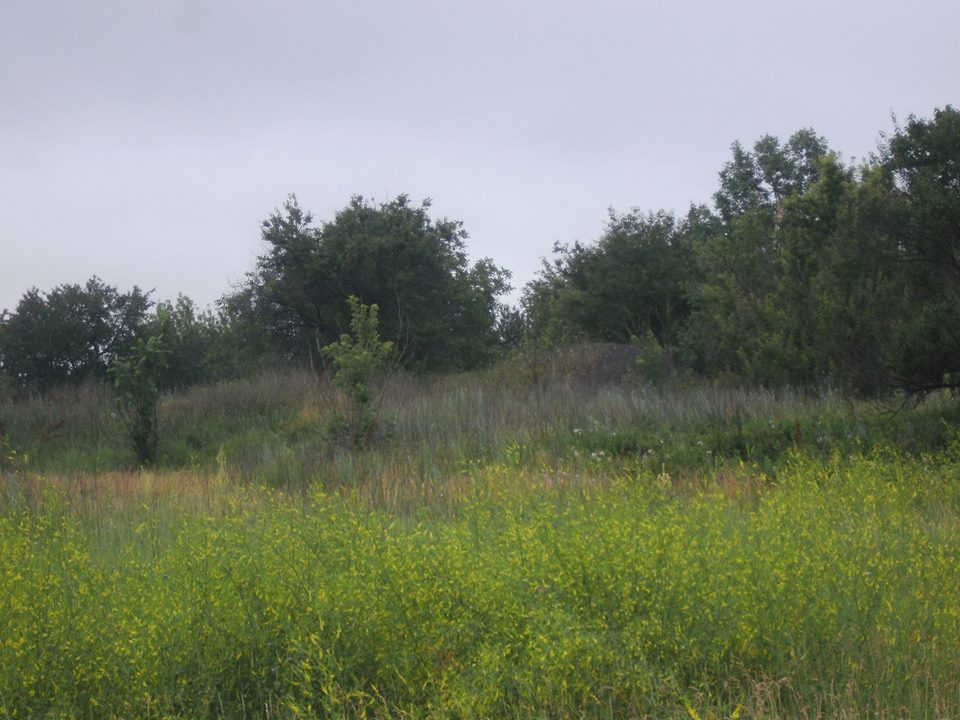
Залишки відвалу породи шахти Військвіду в Мирнограді

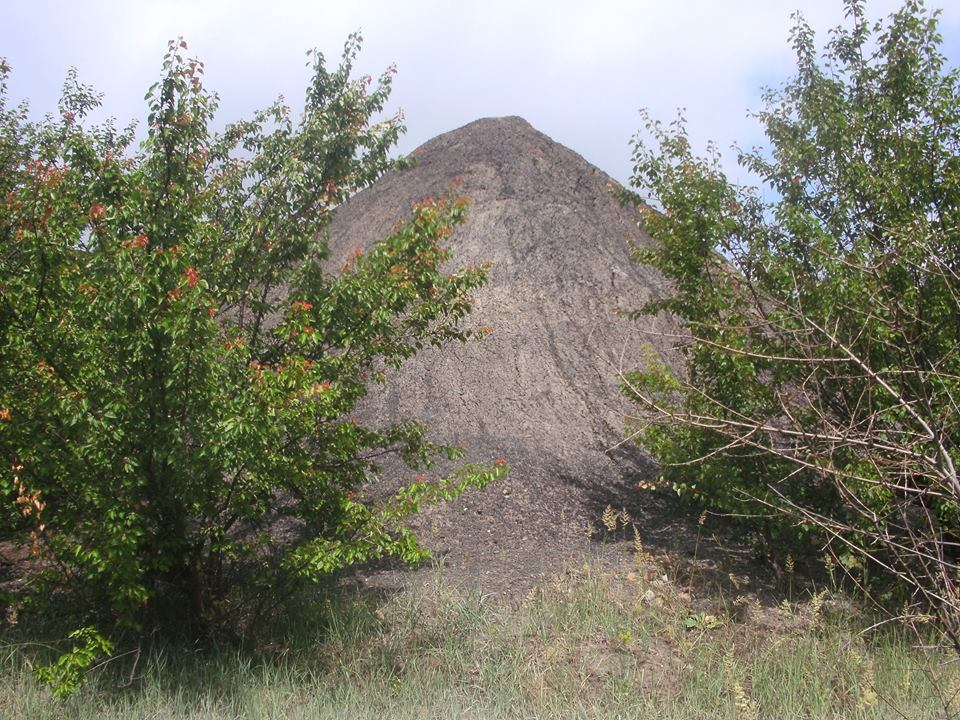
Залишки відвалу породи шахти Військвіду в Мирнограді

Закриті шахти Мирнограда — кустарні й напівкустарні шахти, що належали окремим юридичним та фізичним особам і працювали на початку і в середині XX століття в місті Мирноград (колишній Димитров) Донецької області. Станом на 2017 рік дані шахти не функціонують.

## Опис
Шахта № 1 Новоекономічного рудника Донецько-Грушівського товариства (зараз — територія ДЕМЗ, місто Мирноград), де працювало бл. 500 осіб, стала до ладу в 1912 році, але її поле було швидко відпрацьовано, і шахту продали. В цьому ж році вступила в дію шахта № 3 (з 1946 року — № 3-3 «біс»), терикон якої знаходиться в центрі північної частини нинішнього міста Мирноград. До 1913 року також були відкриті шахти Ново-Економічного рудника № 2 і № 4. Шахти розробляли пласт l7 «Товстий» потужністю 1,5 м. Найвідомішою шахтою Новоекономічного рудника є шахта № 1 «Центральна» (не плутати із вищезгаданою шахтою № 1), яка станом на 2017 рік є діючою. Щодо інших шахт рудника, довше всіх (до 60-х??? років XX століття) функціонувала шахта № 3-3 «біс».
До II Світової війни, і після, багато господарчих і відомчих організацій мали власні шахти. Три таких шахти на території північної частини Мирнограда належали військовому відомству (скорочено — "Військвід"). Залишки породних відвалів двох шахт збереглися донині. Вони розташовані в південних околицях терикона шахти «Новатор» (вище вулиці Челюскінців). За даними С. П. Луковенка, шахта № 51 «біс» («Військвід») розробляла пласт n64. Шахта № 361 («Військвід») розробляла пласти n11 і n4. До Другої Світової війни до шахт Військвіду від роз'їзду № 6 на залізниці Постишеве — Добропілля біля хутора Запорізький було обладнано залізничну під'їзну колію.

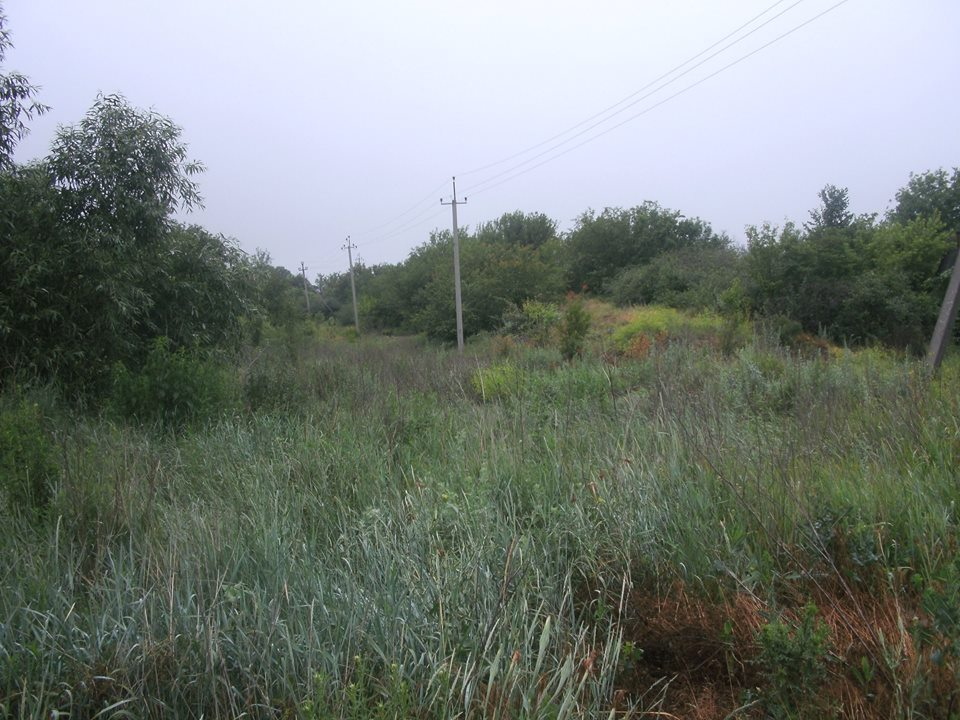
Залишки відвалу породи «колгоспної» шахти в Мирнограді

У роки Другої Світової війни окупаційна влада дозволяла місцевим жителям видобуток вугілля для господарських потреб. Такі шахти місцеві мешканці називали «колгоспними», хоча до радянської колгоспно-кооперативної системи вони не мають жодного відношення. За даними С. П. Луковенка, шахта Ожигова знаходилася на старому кладовищі «Сахалін» — з лівого боку на підйомі до цвинтаря. Шахта Горєлова перебувала на місці міського ставу № 2. «Колгоспна шахта» була і по вулиці Фрунзе (зберігся відвал). Всі «колгоспні» шахти працювали в період окупації Донбасу в 1941–1943 роках.

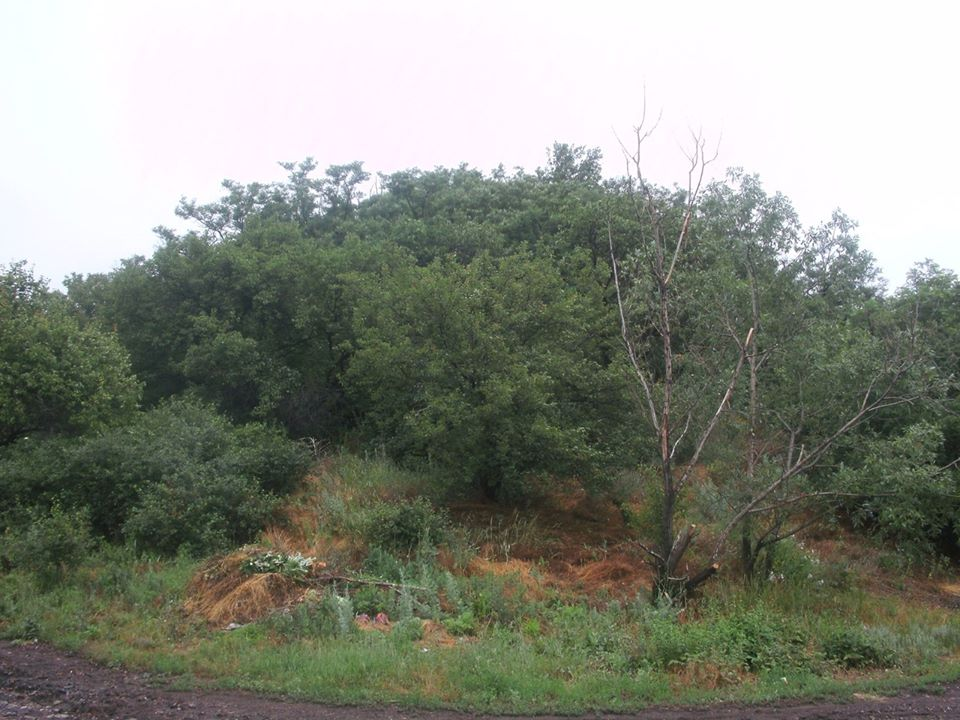
Залишки відвалу породи шахти № 12 в Мирнограді

Після 1943 року промисловість країни в умовах тривалої війни, при заволодінні наступальної ініціативи радянською стороною, вимагала негайної відправки для потреб евакуйованої промисловості великої кількості вугілля в найкоротші терміни. Для забезпечення вуглевидобутку, восени 1943 року і протягом 1944–1945 років в районі Красноармійського були закладені дрібні шахти: в районі шахти «Центральна» — № 16 «Новоекономічна» і № 17 «Сахалін» (в 1,5-2 км на захід від вищевказаної капітальної шахти), № 15 «Сахалін-північ», Вуглерозвідки, № 18 «День врожаю», № 51 «Каракове», № 12, № 5/5 «біс»; на Родинській ділянці — № 19 «Родина» і т. д. Шахти були невеликі й неглибокі, їх стовбури розкривали малопотужні пласти груп h, g, n. Будівництво таких шахт не вимагало великих капіталовкладень і великої кількості робітників.

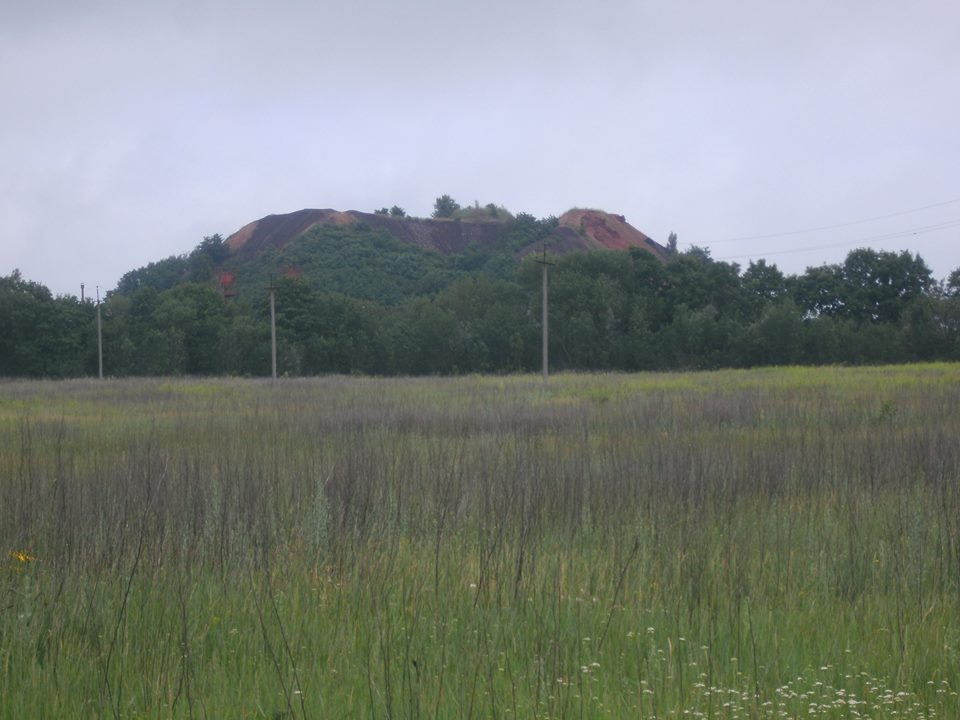
Терикон шахти № 12-біс в Мирнограді

У 1944 році було утворено шахтоуправління № 2. За словами старожилів, до складу шахтоуправління входили шахти № 11, 12, 12 «біс», 14 і 15 (документального підтвердження про входження шахт № 11 і 15 до складу шахтоуправління не виявлено). Шахта № 12 «біс» була здана в експлуатацію в 1949 році з проєктною потужністю 360 тонн на добу. У 50-ті роки середньодобовий видобуток на ній становив 500 тонн. Ця шахта знаходилася поруч із шахтою «Новатор» (зберігся породний відвал цієї шахти). Її попередниця, шахта № 12, згадувана у документах з 1944 року, знаходилась у районі вулиці Челюскінців. Шахта № 14 знаходилася в районі лісового складу шахти «Центральна». Цей терикон був вивезений автотранспортом.

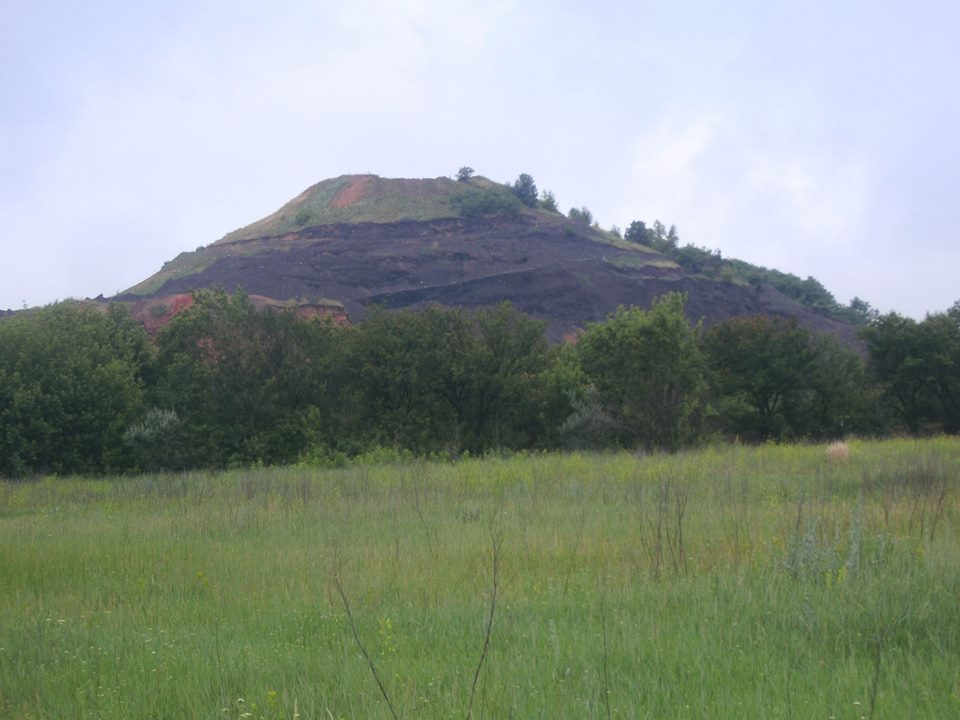
Терикон шахти «Новатор» в Мирнограді

В 1953 році в північній частині нинішнього Мирнограда була відкрита шахта «Родинська» № 1, яка невдовзі отримала назву «Новатор». В 1977 році на шахти трапилася аварія, внаслідок якої загинули 26 осіб. Причиною аварії вважається вибух у компресорі. Після аварії шахту було закрито.